# 廣田遥
廣田 遥（ひろた はるか、1984年4月11日 - ）は、元トランポリン選手。夫は元アメリカンフットボール選手の佃宗一郎。戸籍名は、佃 遥（つくだ はるか）。マネジメント契約先はスポーツビズ。
大阪府箕面市出身。血液型はA型。現役選手時代には、全日本トランポリン競技選手権大会・女子の部で10連覇を達成した。夏季オリンピックでは、2004年のアテネ大会と2008年の北京大会に、女子トランポリン種目の日本代表として出場した。2011年の現役引退後は、出身校の阪南大学に事務職員として勤務しながら、タレント・コメンテーター・トランポリンの指導者として活動している。

## 経歴

### 現役時代
- 小学校6年生の春休みにオーストラリアへ短期留学した。ホームステイ先にあったトランポリンで空中遊泳に興じたことがきっかけで、トランポリン競技に興味を持ち始めた。帰国後に大阪トランポリンクラブへ入門した。岩下由利子に指導を受けながら、当時大阪市阿倍野区の阪神高速道路高架下に設けられていた練習場で技を磨いた。

- 聖母被昇天学院高等学校から阪南大学国際コミュニケーション学部国際コミュニケーション学科へ進学した。阪南大学では、卒業後も事務職員として在籍しながら、阪南大学クラブトランポリン競技部で活動していた。

- 2004年、アテネオリンピックに出場し、7位に入賞した。

- 2008年4月、北京オリンピック代表選考会1次予選では、ライバルの半本ひろみに次ぐ2位で通過した。

同年5月、大阪で行われたワールドカップでは7位に終わったものの、6月1日の最終選考会で1位で通過し、アテネに続く2大会連続のオリンピック出場を決めた。
7月19日、大阪市内のホテルで行われたトランポリン五輪壮行会では、五輪ユニフォームを披露したものの、8月の北京オリンピック予選は12位で終わり、壮行会で披露した五輪ユニフォームを着用することはかなわなかった。
試合後、合宿中の7月27日に恥骨骨折と右足の肉離れを起こしていたことが明らかになった。
- 2009年4月から9月まで読売テレビの『Music&Entertainment ガチカメ7』に出演した。パーソナルDVD「宙を舞う妖精」を発売した。

- 2010年9月12日放送の『世界の果てまでイッテQ!』（日本テレビ）の企画「Q.巨大こんにゃくでトランポリン はできるの? in ミャンマー」に出演した。縦横3m、高さ1mの超巨大コンニャクをトランポリンとして跳べるのかという実験に挑戦した。

- 高校2年生だった2001年から2010年まで全日本トランポリン競技選手権大会で10連覇を果たすなど、日本国内では長年にわたってトップに君臨していたが、2011年6月20日に現役引退を表明した。

### 現役引退後
- 2011年10月3日から2012年9月25日までの1年間、日本テレビ系列[3]『Oha!4 NEWS LIVE』のスポーツキャスター（月・火曜日）を担当した。

- 2011年10月から2017年6月まで、「阪南大学所属 廣田遥」という肩書で、『ちちんぷいぷい』（MBSテレビ平日午後の情報番組）の木曜日にレギュラー出演した。コメンテーターとしてスタジオに登場するかたわら、17時前後に放送するVTRロケコーナー（「廣田遥のはるか世界へ」→　「廣田遥のはるか未来へ」→　「廣田遥の肩こってませんか?」）のリポーターを務めた。また、「ぷいぷいアスリート」（アスリート出身のレギュラー出演者）の1人として、スポーツ関連の特別企画や体験ロケ企画にも随時出演した。2014年の仁川アジア競技大会や、世界陸上2015北京の期間中には、同番組からの「特派員」として周辺取材や生中継によるリポートを担当した。2016年リオデジャネイロオリンピック期間中にも、山中真（毎日放送アナウンサー）・遠山奬志（同局野球解説者、いずれも番組レギュラー）と共に、リポーターとして現地へ派遣されている。

- トランポリンの現役選手時代から、DREAMS COME TRUEの大ファン。2015年と2016年には、7月中旬に毎日放送主催の音楽イベント『私のドリカム THE LIVE in 万博公園』（万博記念公園）で、『ちちんぷいぷい』のレギュラーアナウンサー（山中　→　河田直也）と共にMCを務めた[4]。

- 2017年9月7日に、かねてから交際していた佃との結婚を発表した[1]。佃は、アメリカンフットボール選手として、立命館大学パンサーズやドイツのプロリーグなどでプレーした。この年の8月に、Xリーグのアサヒ飲料チャレンジャーズで、23年間にわたる現役生活に終止符を打ったばかりであった。廣田は、結婚を機に夫婦揃ってスポーツの発展に貢献することを目標に挙げている[1]。

## 出演
- 2009年4月から9月まで読売テレビの『Music&Entertainment ガチカメ7』に出演していた。
- 2009年、パーソナルDVD「宙を舞う妖精」を発売した。
- 2010年9月12日放送の『世界の果てまでイッテQ!』（日本テレビ）の企画「Q.巨大こんにゃくでトランポリン はできるの？inミャンマー」に出演した。
- サラリーマンNEO（NHK総合テレビ 2010年5月6日 テレビサラリーマン体操）
- Oha!4 NEWS LIVE（日本テレビ系列 2011年10月3日 - 2012年9月25日[5] 月・火曜日のスポーツコーナーキャスター）
- ちちんぷいぷい木曜日（MBSテレビ 2011年10月 - 2017年6月29日 スタジオパネラー兼リポーター）
- テレビスポーツ教室『トランポリン』（NHK Eテレ 2012年6月10日[6] 講師）
- くりぃむクイズ ミラクル9（テレビ朝日系列 2013年1月16日 有田ナインのチーム解答者としてゲスト出演）
- 角淳一のおとなの駄菓子屋（MBSテレビ2014年1月1日）では渡辺謙とも共演した。